# Гобељска река
Гобељска река је река на Копаонику, дужине 9,5km, лева је притока Јошанице у коју се улива испод Дрењске стране, непосредно пошто прими Доловачки поток, своју десну притоку.
Настаје у амфитеатру који заокружију Мала Гобеља, Велика Гобеља, Суви јелак и Оштри крш, спајањем неколико изворишних кракова. Клисура Гобељске реке почиње северно од врха Велика Гобеља и има правац простирања према северу, до Црноглавских страна, када скреће ка северозападу. То је клисура стрмих страна „V” облика, са просечним дубинама од 300 до 400m, висинске разлике 1.100m, дужине 9km. Изнад 1.300 м.н.в. клисура је обрасла четинарима, а испод ове висине су листопадне шуме. У горњем и средњем делу тока, Гобељска река прима разгранату мрежу притока, с десне стране Шакламанску реку, коју граде Курановачки и Бачински поток и Врановски-Прајнички поток; с леве стране Смрчачки поток и Шутановачку реку. Уливањем Гобељске реке у Јошаничку реку завршава се и клисура.
У долини Гобељске реке очувани су објекти народног градитељсрва попут Владићске и Максимовићске воденице.       